# Zofia Korzeńska

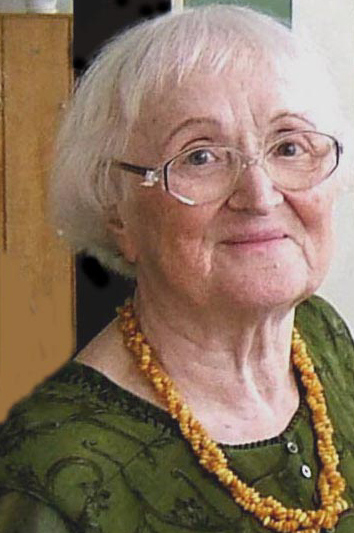
Zofia Korzeńska

Zofia Korzeńska, (ur. 26 marca 1931 w Mazurach, Podkarpacie; zm. 15 września 2016 w Kielcach) – polska poetka, krytyk literacki, eseistka, redaktorka książek. Ukończyła polonistykę na Uniwersytecie Jagiellońskim, emerytowana nauczycielka i bibliotekarka. Członkini Warszawskiego Oddziału Stowarzyszenia Pisarzy Polskich.

## Publikacje

### a) Poezja
- Dwa brzegi czasu / wstęp Zdzisław Antolski ; [il. Mira Michalska-Contu], Kielce, „Jedność”, 2001; ISBN 83-7224-342-5.
- Pozbierać rozrzucone chwile, Kielce : „Jedność”, 2004; ISBN 83-7224-735-8.
- Musi być sens przecież, Kielce : „U Poety”, 2004; ISBN 83-89027-22-4.
- Idąc przez Niniwę, Kielce : „Jedność”, 2006; ISBN 83-7442-331-5.
- Obudzić jutrzenkę / il. Edo Tuz, Kielce : „Jedność”, 2009; ISBN 978-83-7660-069-7.
- Mazury... Mazury... : wiersze i poematy / il. Jan Kardyś, Kielce – Rzeszów : „U Poety”, 2010; ISBN 978-83-89027-61-0.
- Dary chwil / słowo wstępne Zdzisław Antolski ; [il. Edo Tuz], Kielce : „Jedność”, 2011; ISBN 978-83-7660-330-8.
- Dumania Kasandry / il. Edo Tuz, Kielce : „Civitas Christiana”, 2013; ISBN 978-83-936032-3-7.
- Szepty i zamyślenia / słowo wstępne Zdzisław Antolski ; [il. Edo Tuz], Kielce : „Civitas Christiana”, 2016; ISBN 978-83-936032-2-0.

### b)Esejei krytyka literacka
Wybór obszerniejszych i ważniejszych esejów:
Od 1987 roku, a od 2007 systematycznie, publikowała w prasie artykuły, recenzje oraz eseje na temat współczesnej poezji i prozy polskiej. Obszerniejsze eseje opublikowała też jako książki.

#### b1) Eseje-książki
1. Zyta ma styl: o twórczości Zyty Trych : (esej), Starachowice : Oficyna Wydawnicza „Radostowa”, 2006, 24 s.; ISBN 83-88434-56-X. 
2. Ogrody kultury Zdzisława Tadeusza Łączkowskiego, Starachowice ; Kielce : Oficyna Wydawnicza „Radostowa”, 2008, 72 s, (Bibliogr. prac Z. T. Łączkowskiego s. 69-71), Tyt. okł.: Zdzisława Tadeusza Łączkowskiego ogrody kultury; ISBN 83-88434-26-8. 
3. Z biczem satyry przez historię i kulturę : twórczość literacka Antoniego Dąbrowskiego, Starachowice : Oficyna Wydawnicza „Radostowa”, 2008, 32 s., [4] s.; ISBN 83-88434-87-X.
4. Walka anioła z demonem : Zdzisława Antolskiego droga twórcza / il. Edo Tuz, Kielce : „Jedność”, 2009, 336 s., XVI s.; ISBN 978-83-7442-938-2.  
5. Gorejące drzewo : (o poezji Ottona Grynkiewicza), Kielce : „Civitas Christiana”, 2016, [1] s. : il. Grynkiewicz, Kielce : „Civitas Christiana”, 2015, 63, [1] s. : il.; ISBN 978-83-936032-9-9. 

#### b2) Eseje w pracach zbiorowych i czasopismach
1. „Stanisław” Karola Wojtyły – rapsod o mieczu i słowie, w :  Słowo – myśl – ethos w twórczości Jana Pawła II / pod red. Zbigniewa Trzaskowskiego, Kielce, 2005, s. 119-142; ISBN 83-7442-365-X.
2. Los człowieka w poezji ks. Janusza Artura Ihnatowicza, w : Godność człowieka wczoraj i dziś : wokół zagadnień antropologicznych / pod red. Agnieszki Smolińskiej, Kielce ; Busko-Zdrój, 2009, S. 111-158; ISBN 978-83-929-242-0-3. 
3. Wędrowanie – przystanek Pińczów : z życia i twórczości Eligiusza Dymowskiego, w: Tradycje literackie Ponidzia, red. Antoni Dąbrowski, Starachowice, 2011, s. 169-190; ISBN 978-83-88434-83-9.
4. Wygnanie i ocalenie w twórczości Czesława Miłosza na przykładzie Doliny Issy, w : Literatura i język w szkole : wybór prac metodycznych nauczycieli polonistów. Cz. 8 / red. nauk. Tadeusz Hołda, Kielce, 1990, S. 57-103.
5. Zdzisław Antolski – naczelny bard Ponidzia, w: Tradycje literackie Ponidzia / red. Antoni Dąbrowski, Starachowice, 2011, S. 105-156; ISBN 978-83-88434-83-9.
6. Anka Ponidzianka : czyli Anna Błachucka i jej twórczość literacka, w: Tradycje literackie Ponidzia / red. Antoni Dąbrowski, Starachowice, 2011, S. 211-241; ISBN 978-83-88434-83-9.
7. Humanizm chrześcijański i marksistowski, w : Wierność dziedzictwu / red. Mieczysław Majewski, Mieczysław Rusiecki, Kielce, 1987, S. 153-183.
8. Sakralność języka i jego rola w kulturze, w: Wierność dziedzictwu / red. Mieczysław Majewski, Mieczysław Rusiecki, Kielce, 1987, S. 157-183.
9. Klasycyzm we współczesnej poezji polskiej, w : Literatura i język w szkole : wybór prac metodycznych nauczycieli polonistów. Cz. 4 / przew. zesp. red. Zdzisław Ratajek, Kielce, 1987, S. 108-146.
10. Prorokini Anna : profetyzm Anny Kamieńskiej na przykładzie wiersza Prorocy, w: Literatura i język w szkole : wybór prac metodycznych nauczycieli polonistów. Cz. 8 / red. nauk. Tadeusz Hołda, Kielce, 1990, S. 21-43.
11. Kategoria czasu w filozofii i w literaturze. Cz. 1, „Studia Humanistyczne”, 1991, s. 96-138.
12. Kategoria czasu w filozofii i w literaturze. Cz. 2,  „Studia Humanistyczne II”, 1991, s. 263-312.
13. Samowychowanie jako „stopniowa akumulacja wszystkiego, co dobre i piękne” – esej na temat Listu do młodych Jana Pawła II, „Studia Humanistyczne II”, 1991, s. 121-137. 
14. Miłoszowe wejście w czasoprzestrzeń dzieciństwa : próba interpretacji filozoficzno-metafizycznej poezji Czesława Miłosza na przykładzie poematu „Świat”, „Język Polski w Szkole”, 1991/92, z. 4, s. 3-17.
15. Autentyzm wczoraj i dziś : (oblicza autentyzmu), w: Otarłem się o życie, otarłem się o słowa w: czterdziestolecie pracy pisarskiej Stanisława Rogali / [red. Zbigniew Trzaskowski] ; Wojewódzka Biblioteka Publiczna, Wydział Pedagogiczny i Artystyczny, Instytut Filologii Polskiej Uniwersytetu Humanistyczno-Przyrodniczego im. Jana Kochanowskiego w Kielcach, Kielce, 2008, S. 245-266; ISBN 978-83-89005-82-3.
16. Poetycko-filozoficzna refleksja nad codziennością, czyli „Rondo” Ireny Żukowskiej-Rumin. – Tryb dostępu: https://web.archive.org/web/20160103134347/http://pisarze.pl/recenzje/8652-zofia-korzenska-poetycko-filozoficzna-refleksja-nad-codziennosci-czyli-rondo-ireny-zukowskiej-rumin.html
17. Inne eseje, artykuły, recenzje zob. przypis I: Bibliografia PBW on-line: http://www.pbw.kielce.pl/userfiles/file/nowe_zestawienia/dokument345.pdf

### c) Wstępy i posłowia
Napisała wstępy i posłowia do książek wielu poetów i prozaików:
1. Posłowie // W : Lirtania : (poranne kobiety – leśna kolejka losu) / Andrzej Piskulak. – Kielce, 2005. – S. 97-103; ISBN 83-60166-10-2.
2. Wartości moralne i artystyczne wierszy Doroty Mostowiec [posłowie] // W : Anioły kamienne, Anioły drewniane. – Kielce, 2005. – S. 93-106; ISBN 83-7442-334-X.
3. Posłowie // W : W imię Ojca... / Andrzej Piskulak. – Kielce, 2006. – S. 132-135; ISBN 83-924160-0-7.
4. Zdarzyła się nam Zyta Trych, słowo wstępne // W : Zdarzyło się w K. / Zyta Trych. – Starachowice, 2007. – S. 5-21; ISBN 83-88434-22-5.
5. I kamień można obudzić // W : Obudzić kamień / Maria Elżbieta Szulikowska. – Rzeszów, 2010, s. 5-9; ISBN 978-83-928479-7-7.
6. Nie utracimy poetyckich sadów [posłowie] // W : Sad utracony / Zdzisław Antolski. – Kielce, 2010. – S. 72-74, ISBN 978-83-89027-70-2.
7. Niezwykły tandem malarsko-poetycki [posłowie] // W : Dopowiedziane wierszem / Marzena Kasprowicz, Tomasz Olbiński. – Kielce, 2010, s. 78; ISBN 978-83-89027-64-1.
8. Siostra słowików : (słowo wstępne) // Prządka snów / Janina Jolanta Jurek. – Kielce 2011, s. 5-10; ISBN 83-89219-09-3.
9. Odsłony zła i poszukiwanie nadziei [wstęp] // W : Piać do podświadomości / Anna Błachucka. – Kielce 2012, s. 5-9; ISBN 978-83-936032-0-6.
10. Pasjonujące opowieści [posłowie] // W : Maszyna metafizyczna / Zdzisław Antolski. – Kielce, 2012. – S. 110-112; ISBN 978-83-89027-80-1.
11. Teatr – zaczarowany dom Zyty Trych / Zofia Korzeńska, Grzegorz Cuper // W : Obszar zaczarowanej baśni, Kielce : Stowarzyszenie Przyjaciół Teatru im. Stefana Żeromskiego, 2012.– S. 5-10; ISBN 978-83-85953-91-3.
12. Fascynacje edytora (posłowie) // W: Fascynacje : o twórczości Zdzisława Tadeusza Łączkowskiego / red. Eligiusz Dymowski. – Kielce: U Poety, 2013, s. 283-285; ISBN 978-83-89027-81-8.
13. Słowo wstępne: Autorka z bogatą wyobraźnia // W:  Zaułki zdarzeń / Celina Ślefarska. – Kielce : „Civitas Christiana”, 2014, s. 5-8; ISBN 978-83-936032-5-1.
14. Naprawiacz świata, [posłowie w: ] Ostatni chłop / Anna Błachucka. Warszawa : Ludowa Spółdzielnia Wydawnicza, 2015, s. 261-267; ISBN 978-83-205-5602-5.
15. W dojrzałości życia [wstęp]  //  W: Pegazowe dróżki / Otton Grynkiewicz. – Kielce: „Civitas Christiana”, 2016, s. 5-14; ISBN 978-83-944521-0-0.
16. Wiesław Kot – moralista nie moralizujący [wstęp]  //  W: Różaniec poetów / Wiesław Kot. – Kielce: „Civitas Christiana”, 2016, s. 5-12; ISBN 978-83-944521-1-7.

### d) Prace o dialekcie rodzinnej wsi Mazury
1.	Napisała i zredagowała dwutomową książkę z dialektologii: Z dawnych lat: Gwara i obyczaje wsi Mazury (zapamiętane z dziecka i młodości), il. Jan Kardyś, cz. 1 i 2, Polskie Towarzystwo Nauczycieli, Warszawa-Kielce 2014; nry ISBN 978-83-916019-1-4, ISBN 978-83-916019-2-1, ISBN 978-83-916019-3-8

### e) Bibliografie i antologie
Opracowała i opublikowała następujące bibliografie i antologie:
1. Pisarze polscy i obcy w programie szkół średnich : bibliografia przedmiotowa w wyborze, [oprac. zespół... pod kier. Zofii Korzeńskiej], Kielce : IKN ODN, 1982, [6], 194 s.
2. U brzegów jesieni : antologia poezji polskiej o schyłku życia. T. 1 / wstęp Mieczysław Rusiecki ; wybór i oprac. Zofia Korzeńska ; bibliogr. Elżbieta Durlik, Kielce : „Jedność”, 2000, LVII, I ,198 s, Bibliogr. s. XXXVII-LI, 177-180; ISBN 83-7224-054-X. 
3. Zostałeś w nas, Ojcze Święty : antologia poetów świętokrzyskich, kom. red. Zdzisław Antolski, Zofia Korzeńska, Stanisław Nyczaj, Zyta Trych ; słowo wstępne Stanisław Żak ; il. Edward Tuz, Kielce : „Jedność”, 2005, 127 s. ; ISBN 83-7442-125-8.

### f)Przekład
Zofia Korzeńska  przetłumaczyła z francuskiego: 1. Arbelet, Claire: Magnificat wieczoru : kronika pięknej starości, Kielce : „Jedność”, 1997, 135, [1] s.; ISBN 83-85957-19-1.
IV. W latach 2002–2014 zredagowała (łącznie z korektą i adiustacją) kilkadziesiąt książek dla wydawnictwa „Jedność” w Kielcach
Została pochowana na cmentarzu parafialnym w Mazurach.

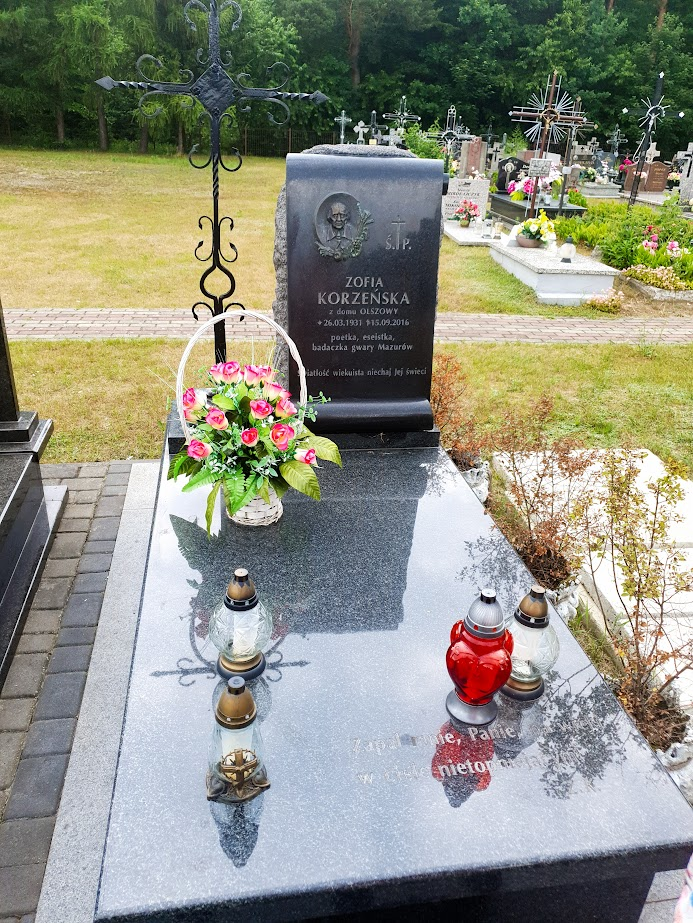
Nagrobek